# Ferdinand Ntua Osiamba
Ferdinand Ntua Osiamba, est une personnalité politique congolaise (RDC). Il est vice-ministre du Plan au sein du gouvernement Gizenga II.  

## Biographie

### Enfance et formation
Ferdinand Ntua Osiamba est pharmacien de formation.

### Carrière Politique
Ferdinand Ntua Osiamba est un des rares pharmaciens à être passé à la tête du ministère de la Santé comme vice-ministre dans le gouvernement Mozito II, après le professeur Kambu Kabangu et Mopipi Mukulumanya. 
En parallèle à sa fonction de directeur général du laboratoire pharmaceutique Safi Pharma, son entreprise, il est aussi acteur politique. Président national de la DRDN (Démocratie républicaine pour le développement national), parti politique, il soutient Joseph Kabila dans le cadre d'une regroupement  dit de la majorité présidentielle.
Ntua Osiamba Ferdinand, l’un des présidents des forces centristes et indépendantes de la RDC indique que cette structure a pour mission de jouer le rôle de tampon entre la Majorité au pouvoir et l’Opposition .